# Indotipula divisa
Indotipula divisa är en tvåvingeart som först beskrevs av Enrico Adelelmo Brunetti 1911.  Indotipula divisa ingår i släktet Indotipula och familjen storharkrankar. Inga underarter finns listade i Catalogue of Life.